# Statue-menhir de Crouxigues
La statue-menhir de Crouxigues est une statue-menhir appartenant au groupe rouergat découverte à Brassac, dans le département du Tarn en France.

## Historique
La statue a été découverte dans un champ vers 1850 lors d'un labour au lieu-dit Triadou Passadouyro. La dalle a été réutilisée comme pierre pour casser les noix et ne fut identifiée qu'au début du XXe siècle par M. Langlade.

## Description
La statue a été gravée sur une dalle de gneiss. Le sommet est de forme ovalaire très régulière et la base est rectiligne. Elle mesure 2,33 m de hauteur pour une largeur maximale de 1 m et une épaisseur de 0,25 m. C'est une statue masculine complète mais usée par l'érosion. Le visage est uniquement représenté par les yeux figurés par deux cupules. Les bras ne comportent pas de mains et se croisent sur la poitrine ; les jambes non disjointes n'ont pas de pieds. Le personnage porte une ceinture à boucle carrée, un baudrier et « l'objet ». Sur la face postérieure, les « crochets-omoplates »,la ceinture et le baudrier sont visibles,.
La statue est conservée dans le jardin d'une propriété privée.